# Håcksby
Håcksby är en by i Huddunge socken, Heby kommun.
Byn omtalas i dokument första gången 1539 ("aff Hokansboda"), och anges då som en skatteutjord till byn Sävne i Västerlövsta socken. Från 1544 till Norra Åmyra. Det räknas från 1543 som halvt mantal skatte, 1545 som helt mantal, från 1558 åter som helt skattehemman. Förleden kommer av mansnamnet Håkan.
Bland bebyggelse på ägorna finns den moderna bebyggelsen Björklund och det försvunna torpet Mickel Mickels. Håcksbytorp (i äldre tid kallat Blomsteräng) som omtalas första gången 1646 som "Håkansby torp" var ursprungligen torp på Håcksby ägor, men avsöndrades från 1760 som 1/8 mantal skatte.